# IC 2087
IC 2087 ist ein Reflexionsnebel im Sternbild Taurus. Das Objekt wurde am 18. Januar 1892 vom US-amerikanischen Astronomen Edward Emerson Barnard entdeckt.